# Toffelblomsväxter
Toffelblomsväxter  (Calceolariaceae) är en familj med trikolpater som omfattar ungefär 260 arter i två släkten. De förekommer i Sydamerika och Nya Zeeland.
Familjen består av örter eller buskar. Bladen är vanligen motsatta, tandade och kan vara förenade vid basen. Blommorna är fyrtaliga, men vanligen med två ståndare. Nektarier saknas, men i den ofta säckformade läppen finns körtelhår som producerar olja.